# Smolník (okres Snina)
Smolník (maďarsky Újszomolnok) byla obec na Slovensku v okrese Snina. 

## Historie
První písemná zmínka o obci je z roku 1568. Původně patřila k humenskému panství, později více rodinám. V roce 1980 byla vysídlena kvůli výstavbě Starinské přehrady.

## Popis
Z původní obce se zachoval obecní hřbitov a hřbitov padlých vojáků v první světové válce. Na místě původního kostela z roku 1898 stojí dřevěná kaple.